# Yves Hublet
Yves Hublet (Curitiba, 7 de abril de 1938 - 26 de julho de 2010) foi um escritor brasileiro, autor de livros infantis como A Grande Guerra de Dona Baleia e Artes & Manhas do Mico-leão-dourado. Hublet também escreveu duas histórias em quadrinhos Disney para a Editora Abril, "A Torta Certa" e "O Materializador de Desejos". .
Yves Hublet ficou mais conhecido por ter agredido a bengaladas em 29 de novembro de 2005, o então deputado federal José Dirceu. A agressão ocorreu um dia antes da cassação do mandato de José Dirceu na Câmara dos Deputados, pelo seu envolvimento no escândalo do Mensalão.

## Agressão contra José Dirceu
Na tarde do dia 29 de novembro de 2005, Yves Hublet estava em uns dos corredores da Câmara dos Deputados Federais em Brasília, sob o pretexto de estar distribuíndo livros infantis em salas, quando viu o ex-ministro da Casa Civil e deputado federal José Dirceu sendo entrevistado na imprensa sobre o dia da véspera em que a Câmara deveria cassar o mandato por estar envolvido no Mensalão.  Yves Hublet se aproximou e levantou a bengala, bateu três vezes no Dirceu (duas na cabeça e uma nas costas). A agressão foi flagrada por todas redes de televisões do país, inclusive a TV Câmara.
Yves Hublet foi preso na hora pela Polícia da Câmara e levado à Polícia Militar e José Dirceu registrou o boletim de ocorrência contra o escritor por agressão. O caso teve repercussão na mídia nacional.
Na noite do dia seguinte, 30 de novembro, a Câmara cassou o mandato e os direitos políticos de Dirceu por dez anos.

## Depois da agressão
O agora o ex-ministro e deputado cassado, José Dirceu tentou processar o escritor por duas vezes por causa da agressão, mas a Justiça considerou os pedidos improcedentes.
Após o episódio da agressão, Yves Hublet foi solto e deu entrevistas à imprensa. Em seguida, mudou-se para a Bélgica, pois possuía dupla cidadania, no final de 2005. Ele tinha uma pequena propriedade em Charleroi.

## Volta ao Brasil
”Voltou em maio último para Curitiba a fim de tratar de um livro a ser publicado por minha editora e para tratar de papéis de um casamento anterior, pois pretendia se casar novamente na Europa”, revela seu editor e amigo Airo Zamoner, da editora Protexto.
Porém, foi preso pela Polícia Federal ao descer do avião em Brasília, de onde embarcava para a Bélgica, segundo consta, por portar uma espingarda e uma garrucha desmontada. No presídio teria adoecido e foi hospitalizado, sob escolta. Uma ex-namorada de Curitiba de nome Solange foi quem recebeu telefonema de Brasília comunicando o falecimento do Yves por câncer em estado avançado. Segundo algumas fontes, o corpo teria sido cremado na capital federal. Outras fontes afirmam que Yves Hublet estaria enterrado no setor C, lote 0208, quadra 02032 do cemitério Campo da Boa Esperança, na Asa Sul, em Brasília.

## Morte misteriosa no Brasil
Na internet, só aparecem "explicações" como um alegado e-mail de uma Tatiana que transmitiu para outra pessoa, Cláudio, com um "relato" de um tal Rômulo Marinho e que não se consegue confirmar, ou verificar origem ou veracidade.
Nestas versões, atribuídas ao tal Rômulo Marinho e nunca confirmadas, alega-se que Hublet teria sido liberado cinco dias depois, internado em 3 de julho no Hospital Regional da Asa Norte (HRAN), onde teria falecido em 26 de julho de 2010, após ser alegadamente diagnosticado com câncer no intestino, já em processo de metástase. Tais versões não foram confirmadas sequer pela respectiva página da internet, apesar de questionamentos de leitores.

## Literatura
Yves Hublet era escritor infantil e também escreveu histórias em quadrinhos para o Grupo Disney.
- A Grande Guerra de Dona Baleia
- Artes e Manhas do Mico-Leão-Dourado
- A Torta Certa (Disney-Editora Abril)
- O Materializador de Desejos (Disney-Editora abril)

## Cinema
Yes Hublet era ator e também trabalhou como produtor no filme Independência ou Morte. Fez um filme com Mazzaropi.
- 1969 - No Paraíso das Solteironas
- 1972 - Independência ou Morte